# Ilmari Nurminen
Ilmari Taisto Nurminen (nascido em 24 de fevereiro de 1991, em Vammala) é um político finlandês que serve actualmente no Parlamento da Finlândia pelo Partido Social-Democrata da Finlândia, representando o círculo eleitoral de Pirkanmaa.
Em agosto de 2021 Nurminen foi nomeado presidente da Câmara Municipal de Tampere.